# غولييلمو فيكاريو
غولييلمو فيكاريو (Guglielmo Vicario) هو حارس مرمى إيطالي محترف، ولد في 7 أكتوبر 1996 في أوديني بإيطاليا. يشتهر بقدراته الفنية العالية وتفاعله القوي مع خط الدفاع، ويعد أحد أبرز حراس المرمى في الدوري الإنجليزي الممتاز مع نادي توتنهام

## بداياته الرياضية
ظهر فيكاريو لأول مرة في دوري الدرجة الثالثة مع نادي فينيسيا في 5 مارس 2017 في مباراة ضد نادي تيرامو.

## الميلاد والنشأة
غولييلمو فيكاريو (بالإيطالية: Guglielmo Vicario) وُلد في 7 أكتوبر 1996 في مدينة أوديني بإقليم فريولي فينيتسيا جوليا في إيطاليا. نشأ في بيئة كروية حيث انضم إلى أكاديمية نادي أودينيزي المحلي في سنّ مبكرة، قبل أن ينتقل إلى فرق هواة مثل فونتيفيرا على سبيل الإعارة لاكتساب الخبرة.

### التطور في فرق الشباب
في عام 2015، انتقل إلى نادي فينيسيا حيث لعب لفرق الشباب (Under-19) ثمّ الفريق الاحتياطي (بريمافيرا). برز هناك كحارس مرمى واعد بقدراته في التصدي للكرات العالية واللعب بالقدمين، مما مهّد له الطريق للانضمام إلى الفريق الأول في 2018.

## المسيرة الاحترافية

### فينيسيا (2015-2019)
انضم غولييلمو فيكاريو إلى نادي فينيسيا في عام 2015، حيث بدأ مسيرته الاحترافية مع الفريق الأول في 2018 بعد تدرجه في الفئات السنية. ساهم في صعود الفريق إلى سيري بي موسم 2020-2021.

### إمبولي (2022-2023)
في يناير 2022، انتقل إلى نادي إمبولي بقيمة انتقال بلغت 8.5 مليون يورو. خلال موسمه الأول، أصبح الحارس الأساسي للفريق وتم اختياره كأفضل حارس في الدوري الإيطالي لشهر سبتمبر 2022.

### توتنهام هوتسبير (2023-الآن)
في 27 يونيو 2023، أعلن نادي توتنهام هوتسبير التعاقد مع فيكاريو لمدة 5 سنوات مقابل 17 مليون يورو. في أول موسم له مع الفريق، لعب جميع مباريات الدوري الإنجليزي الممتاز حتى نوفمبر 2023، وحافظ على 7 نظائف في أول 15 مباراة.

### الإحصائيات
| الموسم    | النادي          | الدوري    | المباريات | الأهداف | النظائف |
| --------- | --------------- | --------- | --------- | ------- | ------- |
| 2020-2021 | فينيسيا         | سيري بي   | 36        | 0       | 12      |
| 2021-2022 | إمبولي          | سيري أ    | 17        | 0       | 5       |
| 2022-2023 | إمبولي          | سيري أ    | 31        | 0       | 8       |
| 2023-2024 | توتنهام هوتسبير | بريميرليغ | 38        | 0       | 12      |

### المنتخبات الشبابية
لعب غولييلمو فيكاريو مع عدة منتخبات شبابية إيطالية حيث كان جزءًا من:
- منتخب إيطاليا تحت 19 سنة في 2015
- منتخب إيطاليا تحت 20 سنة في 2016[11]

### المنتخب الأول
- استدعي لأول مرة للمنتخب الأول في 2023 لكنه لم يشارك في أي مباراة رسمية
- كان ضمن القائمة الاحتياطية لكأس العالم 2022[12]
- أول استدعاء رسمي له كان في تصفيات يورو 2024[13]

### إحصائيات الدولية
| الفريق        | السنة     | المباريات | الأهداف | النظائف |
| ------------- | --------- | --------- | ------- | ------- |
| تحت 19 سنة    | 2015      | 3         | 0       | 1       |
| تحت 20 سنة    | 2016      | 5         | 0       | 2       |
| المنتخب الأول | 2023-الآن | 0         | 0       | 0       |

ملاحظات:
- جميع الإحصائيات محدثة حتى ديسمبر 2023
- المصادر: [14]